# خلیج پاترای
خلیج پاترای (یونانی: Πατραϊκός Κόλπος، Patraikós Kólpos) در جنوب کشور یونان قرار دارد و به خاطر بندر پاترای به نام خلیج پاترای شهرت یافته‌است.